# Coenina dentataria
Coenina dentataria là một loài bướm đêm trong họ Geometridae.